# ويليام بايرون
ويليام بايرون (بالإنجليزية: William Byron)‏ هو سائق سيارة سباق أمريكي، ولد في 27 نوفمبر 1997 في تشارلوت في الولايات المتحدة.

## وصلات خارجية
- ويليام بايرون على موقع Racing-Reference.info (الإنجليزية)